# Esham 4 Mayor
Esham 4 Mayor — шостий міні-альбом американського репера Esham, виданий для безкоштовного завантаження на офіційному сайті виконавця 28 жовтня 2008 р. Реліз випустили на підтримку кампанії репера на посаду міського голови Детройта. «Keys to the City» записано на біт «Paper Planes» співачки M.I.A. На «Keys to the City» існує відеокліп.

## Список пісень
| #  | Назва                    | Тривалість |
| -- | ------------------------ | ---------- |
| 1. | «First Day in Office»    | 1:51       |
| 2. | «You Better Vote»        | 1:46       |
| 3. | «Party at the Manoogian» | 3:38       |
| 4. | «The Real Issues»        | 2:49       |
| 5. | «Keys to the City»       | 3:22       |